# Loránt Vincze
Loránt Vincze (ur. 3 listopada 1977 w Târgu Mureș) – rumuński polityk i dziennikarz narodowości węgierskiej, działacz mniejszości węgierskiej w Rumunii, przewodniczący Federalnego Związku Europejskich Grup Narodowościowych (FUEN), poseł do Parlamentu Europejskiego IX i X kadencji.

## Życiorys
Ukończył dziennikarstwo na Uniwersytecie Babeș-Bolyai w Klużu-Napoce, magisterium z administracji publicznej uzyskał na Uniwersytecie Bukareszteńskim. Pracował w węgierskojęzycznych mediach w Rumunii, był dziennikarze radiowym i redaktorem naczelnym gazety „Új Magyar Szó”. Zajmował się także działalnością wydawniczą.
Członek Demokratycznego Związku Węgrów w Rumunii (UDMR). W 2009 został asystentem europosła Gyuli Winklera. Objął funkcję doradcy przewodniczącego UDMR do spraw polityki zagranicznej, a w 2011 sekretarza partii do spraw zagranicznych. Był wiceprzewodniczącym Federalnego Związku Europejskich Grup Narodowościowych, zrzeszenia organizacji reprezentujących mniejszości etniczne, językowe i narodowe w państwach europejskich. W 2016 stanął na czele FUEN na okres trzyletniej kadencji, był następnie wybierany na kolejne kadencje.
W wyborach w 2019 uzyskał mandat posła do Parlamentu Europejskiego IX kadencji. Z powodzeniem ubiegał się o reelekcję w 2024.